# 1883 na música

## Nascimentos
| Data           | Nome         | Profissão           | Nacionalidade | Observações | Ref |
| -------------- | ------------ | ------------------- | ------------- | ----------- | --- |
| 22 de Novembro | Edgar Varèse | compositor e músico | França        | m. 1965     |     |

## Mortes
| Data            | Nome           | Profissão  | Nacionalidade | Observações | Ref |
| --------------- | -------------- | ---------- | ------------- | ----------- | --- |
| 13 de Fevereiro | Richard Wagner | compositor | Alemanha      | n. 1813     |     |